# Siostry Sługi Jezusa
Zgromadzenie Sióstr Sług Jezusa (łac. Congregatio Ancillarum Iesu) – bezhabitowe żeńskie zgromadzenie zakonne.
Zgromadzenie zostało założone 8 grudnia 1884 przez bł. Honorata Koźmińskiego, z pomocą Eleonory Motylowskiej, a 14 lipca 1908 zatwierdzone przez Stolicę Apostolską.
Charyzmatem zgromadzenia jest służba na rzecz uczącej się i pracującej młodzieży żeńskiej, oraz na rzecz rodzin i dzieci.
Siostry żyją w regule św. Franciszka z Asyżu, ukrytym życiem zakonnym, według zasad i wzorów ewangelicznych, przede wszystkim na wzór Maryi Służebnicy Pańskiej, ze szczególną uwagą na ducha służby, pokorę, prostotę, ubóstwo i pokutę.
Sługi Jezusa podejmują działalność apostolską pojedynczo i we wspólnocie. Organizują pracę religijną i wychowawczą wśród żeńskiej młodzieży uczącej się i pracującej, rodzin i dzieci, prowadzą zakłady wychowawcze i opiekuńcze, wspierają prace katechetyczne i duszpasterskie Kościoła. 
W II Rzeczypospolitej zgromadzenie wspomagało rozwój szkolnictwa zawodowego, prowadziło szkoły i internaty, schroniska i przytułki, opiekowało się ubogimi dziewczętami, prowadziło jedną z 10 działających w Polsce misji dworcowych. W 1939 posiadało 14 placówek zorganizowanych w archidiecezjach: krakowskiej, poznańskiej, warszawskiej i wileńskiej oraz w diecezjach: kieleckiej, lubelskiej, przemyskiej, tarnowskiej i łucko-żytomierskiej. 
Podczas II wojny światowej siostry udzielały się w pracy konspiracyjnej i charytatywnej. Po wojnie zgromadzenie zajęło się prowadzeniem szkół, internatów, domów dziecka, przedszkoli oraz stołówek, w których nauczano ubogie dziewczęta zawodu, prowadzenia domu oraz dawano pracę. W latach 50. władze PRL odebrały zgromadzeniu prawo do prowadzenia statutowej działalności i przejęło niektóre domy; siostry kontynuowały prowadzenie tych placówek, które nie zostały przejęte, podejmując też prace duszpasterskie i indywidualne w instytucjach państwowych. 
Obecnie zgromadzenie ma 36 placówek w kraju i za granicą (w Boliwii, na Ukrainie, w USA i Wielkiej Brytanii). W Polsce prowadzi m.in.: Szkołę Podstawową im. św. Franciszka i przedszkole w Warszawie, zakład opiekuńczo-leczniczy dla przewlekle chorych w Kielcach, bursę dla dziewcząt w Przemyślu i Tarnowie, świetlice środowiskowe dla ubogich dzieci w Ciechocinku i Przemyślu, dom dziecka dla dziewcząt w Krakowie, dom pomocy społecznej dla dzieci w Kiełczewicach oraz specjalny ośrodek wychowawczy i świetlicę dla dzieci bez opieki. Siostry Sługi Jezusa pracują też m.in. w kuriach metropolitalnych w Krakowie, Lublinie, Przemyślu i Wrocławiu oraz w wydawnictwie diecezjalnym w Lublinie. Wspólnota działa także na misjach i wśród Polonii za granicą. 
Przy zgromadzeniu działa Apostolskie Zjednoczenie Córek Maryi, prawnie zależne od zgromadzenia, które zrzesza kobiety świeckie, chcące realizować cel zgromadzenia.